# シボレー・オーランド
オーランド（ORLANDO）は、ゼネラルモーターズ（GM）がシボレーブランドで販売していた自動車である。

## コンセプトモデル (2008年 - 2009年)
2008年のモンディアル・ド・ロトモビルと2009年の北米国際オートショーでコンセプトモデルとして発表された。

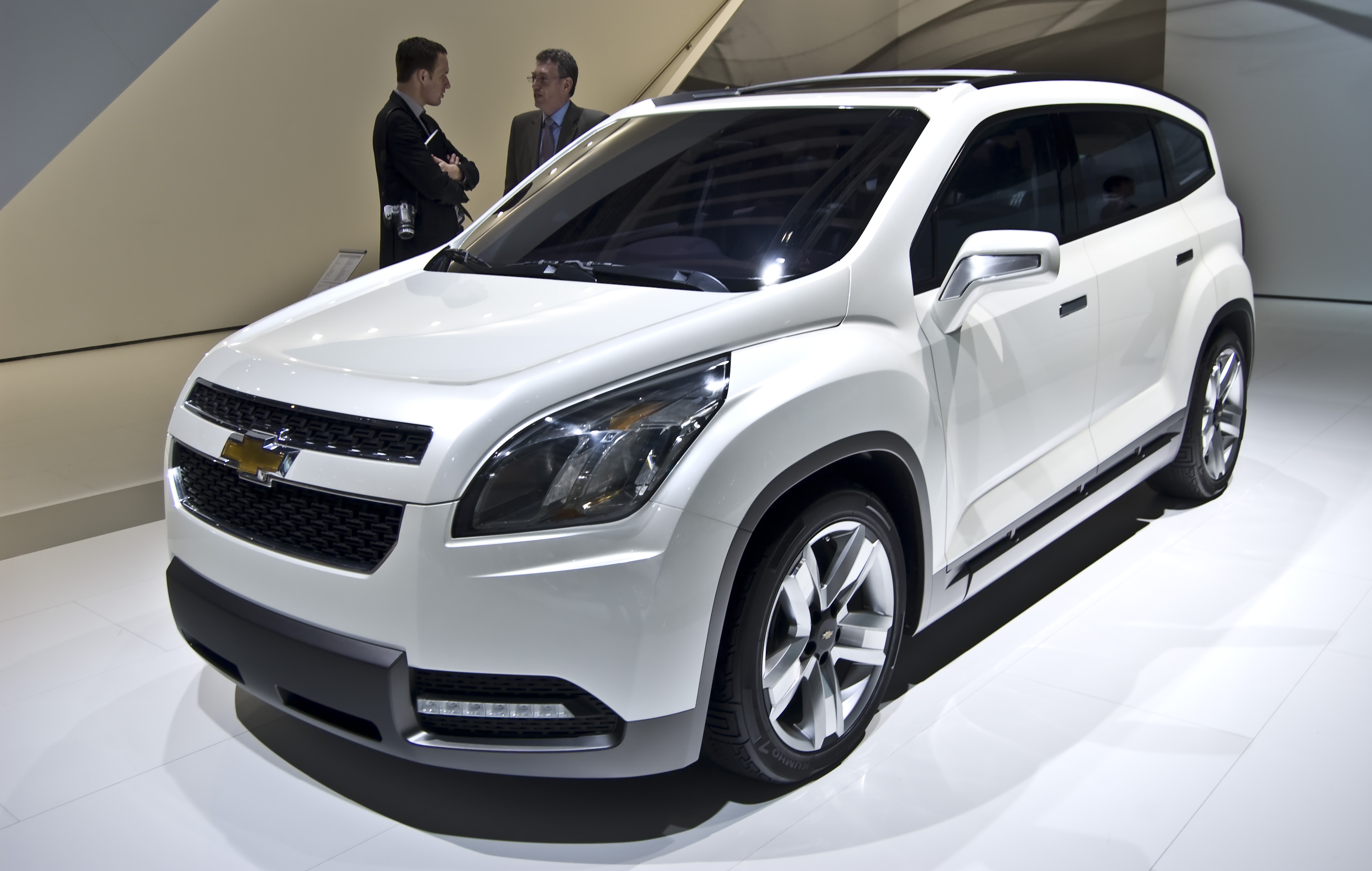
オーランドコンセプト　フロント
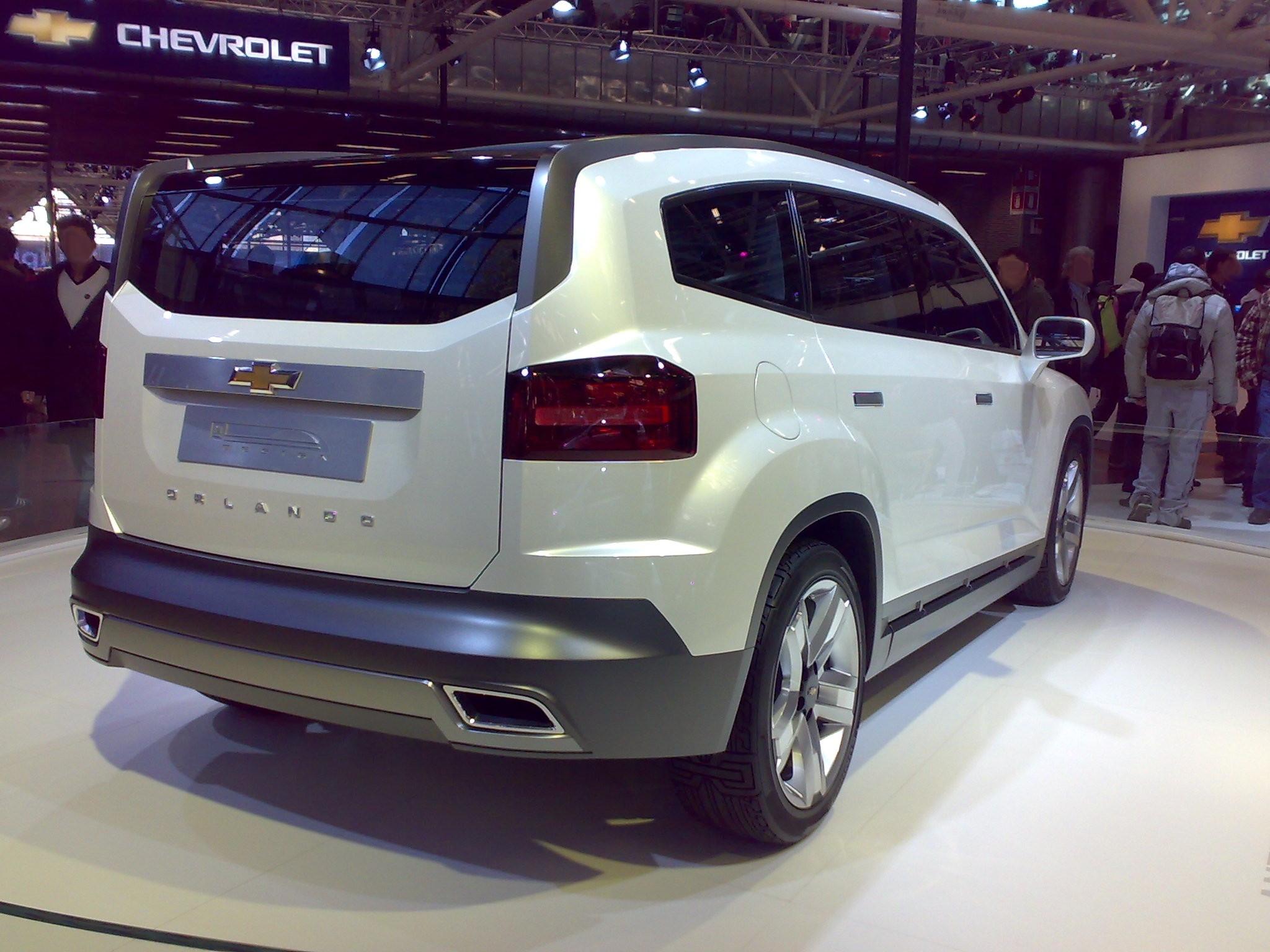
オーランドコンセプト　リヤ

## 初代 (2011年 – 2018年)
2010年のモンディアル・ド・ロトモビルで量産型が発表された。生産は同年10月からスタートされ、同年末～2011年初頭より欧州全域を皮切りに順次、発売。韓国市場においても韓国GMを介して2011年3月より発売が開始された（韓国語：「쉐보레 올란도」。読み的には「スェボレ　オㇽランド」）。
また、2012年12月13日よりマレーシアにおいてもナザの傘下、ナザ・クエストから同名で発売を開始。1.8Lのみで、韓国からの輸入となる。
2013年登場の2014モデルにおいては、ドアミラー内蔵のターンレンズが採用され、新色と18インチアルミホイールも設定された。
2018年、韓国においてキャプティバとともに廃止され、両車の統合後継車として、エクイノックスが投入されることとなった。

### メカニズム
クルーズのプラットフォームをベースとし、141PSの1.8L ガソリンエンジンもしくは出力特性の異なる2種の2.0Lディーゼルエンジン（131PS、163PS）、140PSの2.0L LPGを搭載。なお韓国仕様については163PSのディーゼルと（韓国国内において税制面で有利な）2.0LのLPGのみを設定している。
ルーフラインを低く設計しながらも、後席に行くにしたがって座面が高くなる3列シートレイアウトを採用したことで、リヤシートに人が乗車しても視界を十分に確保している。また多彩なシートアレンジを可能としたことで、沢山の荷物をすっぽり収めることも可能としている。
インテリアには多くの収納スペースが用意されており、センターコンソールやドアトリム、リアカーゴエリアのみならず、ルーフにも用意。オーディオ裏面にも収納エリアが設けられ、運転席からも助手席からも手が届くようになっている。

## 2代目 (2018年 - 2023年)
2018年、中国にて発表、同市場専売車として販売を開始。製造は上海GMが担当する。